# Балкански съюз
Вижте пояснителната страница за други значения на Балкански съюз.
Балканският съюз е антиосманска военна коалиция, формирана в навечерието на Балканската война от България, Сърбия, Гърция и Черна гора. Технически съюзът е оформен с двустранни договори на България със Сърбия (29 февруари 1912) и Гърция (16 май 1912), с които се солидаризира и Черна гора. През октомври 1912 съюзниците повеждат бойни действия срещу Османската империя и бързо завоюват почти всичките ѝ европейски владения. Неразрешените териториални противоречия обаче пораждат напрежение помежду им, което се засилва още след първите военни успехи. Балканският съюз се разпада окончателно с избухването на Междусъюзническата война през юни 1913.

## Създаване на Балканския съюз

### Предпоставки
Отслабването на Османската империя през XIX век води до появата на независими национални държави върху части от бившите ѝ владения на Балканите. Тези държави – Сърбия, Гърция и България, се борят да придобият нови територии от империята, за да си осигурят национално обединение и икономически просперитет. Поотделно обаче те нямат сили да постигнат успех (сърбите търпят поражение в Сръбско-турската война през 1876, а гърците – в Гръцко-турската война от 1897, като последните я губят за месец и 2 дни и дори им са отнети територии в Тесалия). Допълнителна пречка е Берлинският договор, с който големите европейски държави (Русия, Германия, Австро-Унгария, Великобритания, Франция и Италия) гарантират териториалното статукво, създало се на Балканския полуостров след Руско-турската война от 1877-1878.
Сериозен опит за антиосманска коалиция – така нареченият Първи балкански съюз, е направен още през 60-те години на XIX век по инициатива на сръбския княз Михаил Обренович. След възстановяването на българската държава (1878) Белград и Атина са принудени да съобразяват с нея плановете си за териториално разширение. В началото на 90-те години гръцкият политик Харилаос Трикупис се опитва да обедини Гърция, Сърбия, България и Румъния в съюз срещу Османската империя, но планът му за подялба на Македония е отхвърлен от кабинета на Стефан Стамболов, дори уведомил Високата порта за предложението на следващия ден след като Трикупис напуска България. Сходни предложения от сръбска и гръцка страна са отхвърлени от България през 1897.
В първите години на XX век противоречията между България, Сърбия и Гърция по македонския въпрос се изострят. Белград има претенции за т. нар. „Стара Сърбия“ (Косово и Северна Македония, някогашни средища на царството на Стефан Душан), а Атина – не само към земите с етническо гръцко население (Епир, част от Южна и беломорските градове на Македония), но и към общините, подопечни на Цариградската патриаршия. Всяка от двете страни развива въоръжена пропаганда, за да прокара влиянието си в районите, които иска да присъедини (виж статиите Гръцка въоръжена пропаганда в Македония и Сръбска въоръжена пропаганда в Македония) и това води до скрит сблъсък с България, която поддържа четите на ВМОРО.

### Наченки
Към 1904-1907 в международната обстановка в Европа настъпва промяна, която води до политическа дестабилизация на Балканите. В този период страните-гаранти на статуквото в региона се разделят на два враждуващи военно-политически блока – Централните сили (Германия и Австро-Унгария) и Антантата (Русия, Великобритания и Франция). В желанието си да привлече нови съюзници Антантата стимулира обединяването на балканските държави в отбранителен съюз. От своя страна, Централните сили поддържат Османската империя.
Първия тласък за създаването на Балканския съюз дава анексията на Босна и Херцеговина от Австро-Унгария от 23 септември 1908. Под заплахата от военен конфликт с австро-унгарците и Германия, Русия е принудена да признае анексията без да добие компенсации за себе си и за съюзниците си Сърбия и Черна гора. Понеже руската армия все още не е подготвена за война с Централните сили, Санкт Петербург се заема да създаде съюз между балканските държави, който да възпрепятства по-нататъшното разширение на Австро-Унгария в региона. Сърбия, която е пряко застрашена от промяната в териториалното статукво, търси подкрепа последователно от Османската империя и България. Проектът за сръбско-османски договор се проваля, тъй като в началото на 1909 османското правителство постига споразумение с Виена по босненския въпрос. Балканската криза, предизвикана от обявяването на независимостта на България и анексията на Босна и Херцеговина, завършва негативно и за Гърция. Под натиска на Великите сили гръцкото правителство се отказва временно от намеренията си да присъедини автономния остров Крит, въпреки че критският парламент отхвърля османския суверенитет и се обявява за съединение с Гърция (вижте Критски въстания).
Подновяването на гоненията срещу българите в Македония (прекъснали за кратък период след Младотурската революция, с цел революционните организации да бъдат примамени да се легализират, и така да бъдат впоследствие унищожени), готвените от младотурците насилствена османизация и/или геноцид над нетурските народности в империята и неуспешните опити за прекратяването на гоненията над българите чрез дипломатическо въздействие върху Цариград принуждават България също да търси съюз със Сърбия и Русия. В продължение на близо три години (до есента на 1911) преговорите са безуспешни по няколко причини. Една от тях е, че правителството на Александър Малинов, а на първо време и правителството на Иван Евстратиев Гешов, отхвърлят сръбските претенции за Северозападна Македония. Сръбското правителство иска да получи Скопие, Велес, Прилеп и Охрид като коридор към излаз на Адриатическо море. В този спор Русия застава на страната на Сърбия, в която вижда пряка преграда за австро-унгарската експанзия. Основната цел на България – война за освобождаване на Македония и Одринско, не съвпада с желанието на руската дипломация за запазване на териториалната цялост на Османската империя. Санкт Петербург настоява бъдещият съюз да има строго отбранителен характер и затова отказва да даде гаранции срещу румънско нападение, въпреки предупрежденията на Румъния, че няма да допусне разширение на България без отстъпки от българска страна.

### Съюзни договори
Правителствената смяна в София, терористичните акции на ВМОРО в Македония (т. нар. „магарешки атентати“) и началото на Итало-турската война за Либия водят до пробив в сръбско-българските преговори през 1911 г. През март на власт в България идва кабинетът на Гешов, съставен от две крайно русофилски партии – Народната и Прогресивно-либералната. Под руско влияние новото правителство подновява преговорите с Белград. Италианското нападение срещу Османската империя през септември създава благоприятна възможност за военно решение на спора на Балканите. В стремежа си да ускори преговорите със сърбите правителството на Гешов за пръв път допуска подялба на Македония между България и Сърбия. Бомбен атентат в Щип през ноември 1911 г. предизвиква погром над местните българи с десетки загинали и стотици ранени, което засилва обществения натиск върху българското правителство да защити сънародниците си в Македония. (Същия ефект имат атентатът и клането в Кочани през юли 1912 г.)
На 29 февруари 1912 г. България и Сърбия сключват военен съюз, насочен срещу Австро-Унгария, Румъния и Османската империя. В тайно приложение към договора двете страни си разпределят териториалните завоевания от предстоящата война срещу турците. В Северозападна Македония е очертана спорна зона. Решението на кого ще принадлежи тя е оставено на руския император като арбитър между София и Белград. Българо-сръбското споразумение е последвано от интензивни преговори между България и Гърция с британско посредничество. За сближението между двете страни допринася преследването на българи и гърци в Османската империя от страна на младотурския режим. На 16 май министър-председателят Иван Евстратиев Гешов и гръцкият пълномощен министър в София Димитриос Панас подписват съюзен договор срещу Османската империя. Договорът оставя неуреден спора между двете страни за властта над Южна Македония и Солун.
През август 1912 г. е сключена българо-черногорска спогодба, с която Черна гора се съгласява да започне бойните действия преди останалите съюзници и в замяна на това получава парична помощ от България. Балканският съюз е оформен окончателно на 23 септември със споразумение между Черна гора и Сърбия.

## Разпадане на Балканския съюз
Пренебрегването на българо-гръцкия спор за Южна Македония и отказът от принципа за неделимост на областта при преговорите за изграждане на Балканския съюз довеждат до разпадането му веднага след сключването на мира с османците. Сърбия настоява да запази в свое владение всички територии, завзети от войските ѝ, в т. ч. Скопие, Прилеп, Велес и Охрид. На свой ред, българите искат буквално прилагане на договора от 29 февруари 1912 г. и арбитраж на Русия. България влиза в конфликт и с Гърция заради Солун, остров Тасос, Корча, Воден и Лерин, които са превзети от гръцки войски в началото на Балканската война. През февруари 1913 г. се стига до въоръжен конфликт между българи и гърци при Нигрита. Еднакво застрашени от българските претенции, на 22 април 1913 г. сърби и гърци сключват таен протокол за отбранителен съюз, който е оформен окончателно няколко седмици по-късно. В началото на май българското командване прехвърля големи войскови части (2-ра армия) от поречието на Марица към долното течение на Струма за офанзива към Солун. На 9-10 май край река Ангиста (до Сяр) се води ново сражение между български и гръцки войски (вижте бой при Ангиста). На 19 май 1913 г. (два дни след подписването на Лондонския мир) е сключен гръцко-сръбски договор, с който двете страни гарантират общата си граница в Македония срещу опити от българска страна за промяна на новото статукво. На 16 юни българската армия атакува позициите на сърби и гърци и с това дава началото на Междусъюзническата война (Втората балканска война).

## Цитирани изследвания
- Димитров, Стр.; Манчев, Кр. История на Балканските народи, том II, „Парадигма“, София 1999, ISBN 954-9536-19-X
- Елдъров, Св. Балканската война. От „сега или никога“ до „всичко или нищо“, Военноисторически сборник, 2006/4 Архив на оригинала от 2008-05-09 в Wayback Machine., с. 3-11 (от сайта на „Военно издателство“, 20 април 2009)
- Марков, Г. България в Балканския съюз срещу Османската империя, 1912–1913 г., София 1989 (от сайта „Книги за Македония“, 20 април 2009)
- Марков, Георги. „Балканизацията“. Геополитическо явление в конфликтознанието. София, „Военно издателство“ ЕООД, 2011. ISBN 978-954-509-462-0
- Саздов, Д.; Лалков, М., др. История на България (681-1960), том 2, „Аргес“, София 1995
- Стателова, Ел.; Попов, Р.; Танкова, В. История на българската дипломация 1879-1913 г., Фондация „Отворено общество“, София 1994, ISBN 954-520-038-3
- Stavrianos, L. S. The Balkans since 1453, C. Hurst & Co. Publishers, 2008, ISBN 1-85065-550-2